# Balog Ármin
Balog Ármin, 1877-ig Blum, névváltozata: Balogh (Nagykároly, 1859. december 3. – Budapest, Terézváros, 1937. március 26.) az Országos Rabbiképző Intézet tanára, irodalomtörténész, műfordító, Balogh József apja.

## Élete
Blum Lipót és Blum Karolina fia. Az egyetemet Budapesten végezte. Bánóczi Józsefnek a tanítóképző igazgatójává történt kinevezése óta a rabbiszeminárium magyar és történelem tanára és könyvtárnoka volt. 1923-ban nyugalomba vonult. Halálát érelmeszesedés okozta.
Felesége Reinitz Paula volt.

## Művei

### Folyóiratcikkek
Tanulmányaiban különösen a magyar irodalommal és a középkori szellemi mozgalmakkal foglalkozik. Több könyvbírálata megjelent a Philológiai Közlönyben (1887), néhány pedagógiai tanulmánya a Magyar Tanügy XI. évfolyamában, Írt a Nemzeti Nőnevelésbe (XI. k.) is, stb.

### Könyvfejezet
- A keresztény latin irodalom (a Heinrich Gusztáv-féle Egyetemes irodalomtörténetben, 1905).

## Fordításai
- lefordította és bevezette Francis Bacon, Novum Organumjának első részét (1885, Filozófiai Írók Tára 29.)
- lefordította James Bryce Római Szent Birodalom című művét (1903, A Magyar Tudományos Akadémia Könyvkiadó Vállalata)
- lefordította Baruch Spinoza Ethikáját (1918, Filozófiai Írók Tára 29.)